# Котораанткари
Котораанткари (груз. კოტორაანთკარი) — село в Грузии, на территории Мцхетского муниципалитета края (мхаре) Мцхета-Мтианети.

## География
Село находится в центральной части Грузии, на левом берегу реки Тезами (левый приток Арагви), на расстоянии приблизительно 10 километров (по прямой) к востоко-северо-востоку от города Мцхета, административного центра края и муниципалитета. Абсолютная высота — 831 метр над уровнем моря.

## Население
По результатам официальной переписи населения 2014 года в Котораанткари проживало 50 человек (27 мужчин и 23 женщины). В национальной структуре населения грузины составляли 98 %.
| Год  | Население, человек |
| ---- | ------------------ |
| 2002 | 60                 |
| 2014 | ↘ 50               |